# Aftartodocetismo
L'aftartodocetismo (in greco antico: Ἀφθαρτοδοκῆται?, comp. di ἄϕϑαρτος «incorruttibile» e δοκέω «sembro») fu una corrente di pensiero cristologica elaborata dal vescovo Giuliano di Alicarnasso, agli inizi del VI secolo; teoria sorta in opposizione al docetismo. Giuliano sosteneva l'incorruttibilità della natura umana del Cristo sin dalla sua nascita. Secondo questa teoria Gesù non aveva una natura allo stesso tempo completamente divina e completamente umana. Questa natura incorruttibile gli impediva di essere soggetto al dolore, ai desideri e ai bisogni di noi uomini come fame, sete, stanchezza ecc. Egli si sarebbe sottoposto a questi limiti umani, volontariamente, per amore nostro, e non semplicemente perché la sua natura glielo imponeva. Morto Giuliano attorno al 527 fu con Giustiniano I che, attorno agli anni sessanta di quel secolo, tornò in auge questa teoria, che fu imposta dall'imperatore alla Chiesa, con forte opposizione in particolare dell'allora patriarca di Costantinopoli sant'Eutichio, che per questa sua opposizione subì l'esilio.